# Operation Neptun (Spionage)

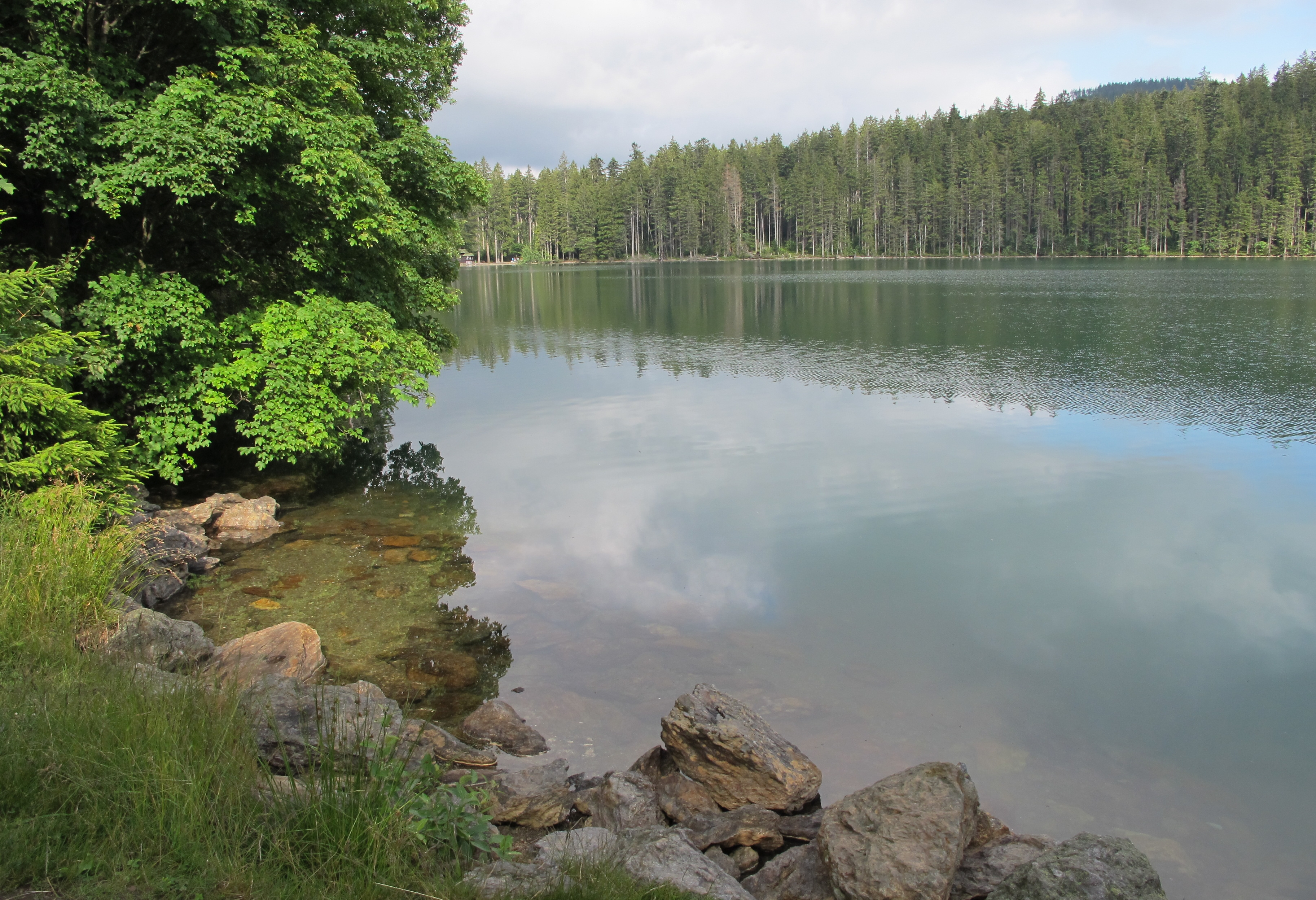
Der Schwarze See

Die Operation Neptun (tschechisch: Akce Neptun) war eine Aktion des tschechoslowakischen und des sowjetischen Geheimdiensts im Jahr 1964, bei der NS-Dokumente versteckt und anschließend öffentlichkeitswirksam „entdeckt“ wurden.

## Ziele
Der tschechoslowakische Geheimdienst StB und der sowjetische KGB waren im Besitz von Dokumenten aus der Zeit des Nationalsozialismus. 1964 sahen sie die Zeit gekommen, diese Dokumente auf spektakuläre Weise der Weltöffentlichkeit zugänglich zu machen. Sie verfolgten dabei drei Ziele: Da die Dokumente zeigten, dass die Nachrichtendienste der BRD sich immer noch auf ein Netzwerk von Agenten stütze, das bereits für die Nationalsozialisten gearbeitet hatte, sollten westdeutsche Politiker diskreditiert und das Ansehen der BRD in Westeuropa beschädigt werden. Dazu sollten in der Tschechoslowakei tätige deutsche Agenten in Angst versetzt werden, enttarnt zu werden. Und schließlich sollte die bevorstehende Verjährung von NS-Verbrechen, die in Deutschland ab 8. Mai 1965 eintreten hätte sollen, torpediert werden. Dies gelang auch, die Verjährungsfristen für Mord wurden zuerst verlängert, dann ganz aufgehoben.

## Die Operation
Die Dokumente wurden in vier Blechkisten verpackt, die so präpariert wurden, als hätten sie Korrosionsspuren von einer 20-jährigen Lagerung unter Wasser. Da noch nicht alle Dokumente aus Moskau eingetroffen waren, wurden teilweise auch einfach leere Zettel mitverpackt. Die Kisten wurden am 21. Juni 1964 im Černé jezero (deutsch: Schwarzer See), nahe der tschechoslowakisch-deutschen Grenze, versenkt. Eine Gruppe von Tauchern, die einige Tage später für die Produktion der Fernsehsendung Zvědavá kamera (deutsch: Neugierige Kamera) vor Ort waren, bargen die Kisten, nachdem sie ihnen von Ladislav Bittman gezeigt worden waren. Tatsächlich war Bittman stellvertretender Leiter der Abteilung Desinformation des StB und Leiter der Geheimdienstoperation. Da man dachte, von den Nationalsozialisten versenkte Akten gefunden zu haben, wurde der StB gerufen, der die Kisten ungeöffnet nach Prag brachte. Im See fanden die Taucher zwischenzeitlich auch noch Sprengstoff und Teile eines Flugzeugs aus dem Zweiten Weltkrieg. Am 16. Juli 1964 erklärte der tschechoslowakische Innenminister, die Kisten würden Listen von Gestapo-Kollaborateuren enthalten. Die „Entdeckung“ sorgte weltweit für Schlagzeilen.
Am 15. September 1964 fand eine Pressekonferenz mit Vertretern zahlreicher italienischer, deutscher und österreichischer Zeitungen statt. Die mittlerweile vollständig aus Moskau eingetroffenen Dokumente belegten Verbindungen von Funktionären verschiedener Organisationen und sogar Politikern des westdeutschen Bundestags mit der Gestapo und der Waffen-SS während des Zweiten Weltkriegs. In der Folge zogen sich einige Personen still aus dem politischen Leben zurück, auch Selbstmorde soll es gegeben haben. Die Dokumente waren Mitauslöser einer Verjährungsdebatte im Bundestag. Auch die Beziehungen der Bundesrepublik zu Italien litten, da die Namen von Personen bekannt wurden, die während des Krieges gegen Italien gearbeitet hatten.
Am 25. November 1964 wurde ein Teil der Dokumente in der Akademie der Wissenschaften in Prag vom ČSSR-Historiker Antonín Šnejdárek an die österreichischen Historiker Ludwig Jedlicka (als Vertreter des Wiener Zeitgeschichteinstituts) und Herbert Steiner (als Vertreter des DÖW) übergeben. Es handelte sich dabei um den Bericht der historischen Kommission des Reichsführers SS zum Juliputsch 1934 und Tätigkeitsberichte der 1. und 2. SS-Infanterie-Brigade und anderer SS-Einheiten hinter der Ostfront. Am 4. März 1965 übergab Šnejdárek bei einer Veranstaltung an der Universität Wien weitere Dokumente an Jedlicka und Steiner, die dafür sorgten, dass diese Dokumentenkonvolute publiziert wurden. Jedlicka vertrat übrigens spätestens 1967 die Ansicht, dass die SS-Akten nicht aus den Kisten im See, sondern aus einem in der Tschechoslowakei verbliebenen Geheimarchiv des Reichsführers SS stammten. Ungeachtet dieser Zweifel fanden weiterhin regelmäßig freundliche Korrespondenz und Einladungen zwischen tschechoslowakischen und österreichischen Historikern statt.
Die SS-Akten belegten die schwere NS-Belastung des FPÖ-Politikers Friedrich Peter, was 1975 von Simon Wiesenthal publik gemacht wurde und zur Kreisky-Peter-Wiesenthal-Affäre führte.

## Bekanntwerden der Inszenierung
Die geheimdienstliche Inszenierung des Fundes wurde durch den 1968 in die USA geflüchteten Ladislav Bittman enthüllt, der 1972 ein Buch (The Deception Game) über seine Geheimdiensttätigkeit schrieb.

## Belege
1. 1 2  Dita Asiedu: Details of Czechoslovakia's biggest disinformation operation published on web. In: radio.cz. 8. Juni 2007, abgerufen am 13. Mai 2019 (englisch).
2. 1 2 3  Elizabeth Pond: DISINFORMATION. Truth is the best defense. CASE STUDY: WEST GERMANY. A Czech ploy that worked -- but only briefly. In: The Christian Science Monitor. 1. März 1985 (englisch, Artikel online auf csmonitor.com).
3. 1 2 3  Claus Wietek: Operation Neptun. In: Straubinger Tagblatt. 3. September 2013 (Artikel online auf waldberge.de).